# Liste der Biografien/Him
Liste der Biografien |
Portal Biografien |
Personensuche
# |
A |
B |
C |
D |
E |
F |
G |
H |
I |
J |
K |
L |
M |
N |
O |
P |
Q |
R |
S |
T |
U |
V |
W |
X |
Y |
Z |
?
 
Ha |
Hd |
He |
Hi |
Hj |
Hk |
Hl |
Hm |
Hn |
Ho |
Hr |
Hs |
Ht |
Hu |
Hv |
Hw |
Hy
 
Hia |
Hib |
Hic |
Hid |
Hie |
Hif |
Hig |
Hih |
Hii |
Hij |
Hik |
Hil |
Him |
Hin |
Hio |
Hip |
Hir |
His |
Hit |
Hiv |
Hiw |
Hix |
Hiy |
Hiz
Die Liste der Biografien führt alle Personen auf, die in der deutschsprachigen Wikipedia einen Artikel haben. Dieses ist eine Teilliste mit 142 Einträgen von Personen, deren Namen mit den Buchstaben „Him“ beginnt.

## Him
- Him, George (1900–1982), polnisch-britischer Grafiker und Buchillustrator

### Hima
- Hima Souley, Hama (* 1959), nigrischer Unternehmer und Sportfunktionär
- Hima, Dervish (1873–1928), Mitunterzeichner der albanischen Unabhängigkeitserklärung, albanischer Politiker
- Hima, Mariama (* 1951), nigrische Anthropologin, Filmregisseurin, Diplomatin und Politikerin
- Hima, Moustapha (* 1992), nigrischer Boxer
- Hima, Yacine (* 1984), französisch-algerischer Fußballspieler
- Himaiad, Thawatchai (* 2004), thailändischer Sprinter
- Himanen, Kairi (* 1992), estnische Fußballspielerin

### Himb
- Himboldt, Karin (1920–2005), deutsche Schauspielerin
- Himborn, Jan-Henning (* 1977), deutscher Handballspieler und -trainer
- Himbsel, Ulrich (1787–1860), deutscher Architekt, bayerischer Baubeamter, Bauunternehmer
- Himburg, Ernst (1851–1919), deutscher Jurist und Politiker, MdR

### Hime
- Himeda, Shinsaku (1916–1997), japanischer Kameramann
- Himejima, Chikugai (1840–1928), japanischer Maler der Nanga-Richtung
- Himelbloy, Adi (* 1984), israelische Schauspielerin und Model
- Himelfarb, Eric (* 1983), kanadischer Eishockeyspieler
- Himeno, Shinji (* 1966), japanischer Maler, der in Berlin lebt
- Himeno, Yūya (* 1996), japanischer Fußballspieler
- Himer, Kurt (1888–1942), deutscher Generalleutnant, Militärattaché
- Himerios, athenischer Rhetor der Spätantike
- Himerius, Heiliger und Einsiedler im Tal der Schüss
- Himeros, parthischer Statthalter
- Himes, Chester (1909–1984), US-amerikanischer SchriftstellerChester Himes (1909–1984)

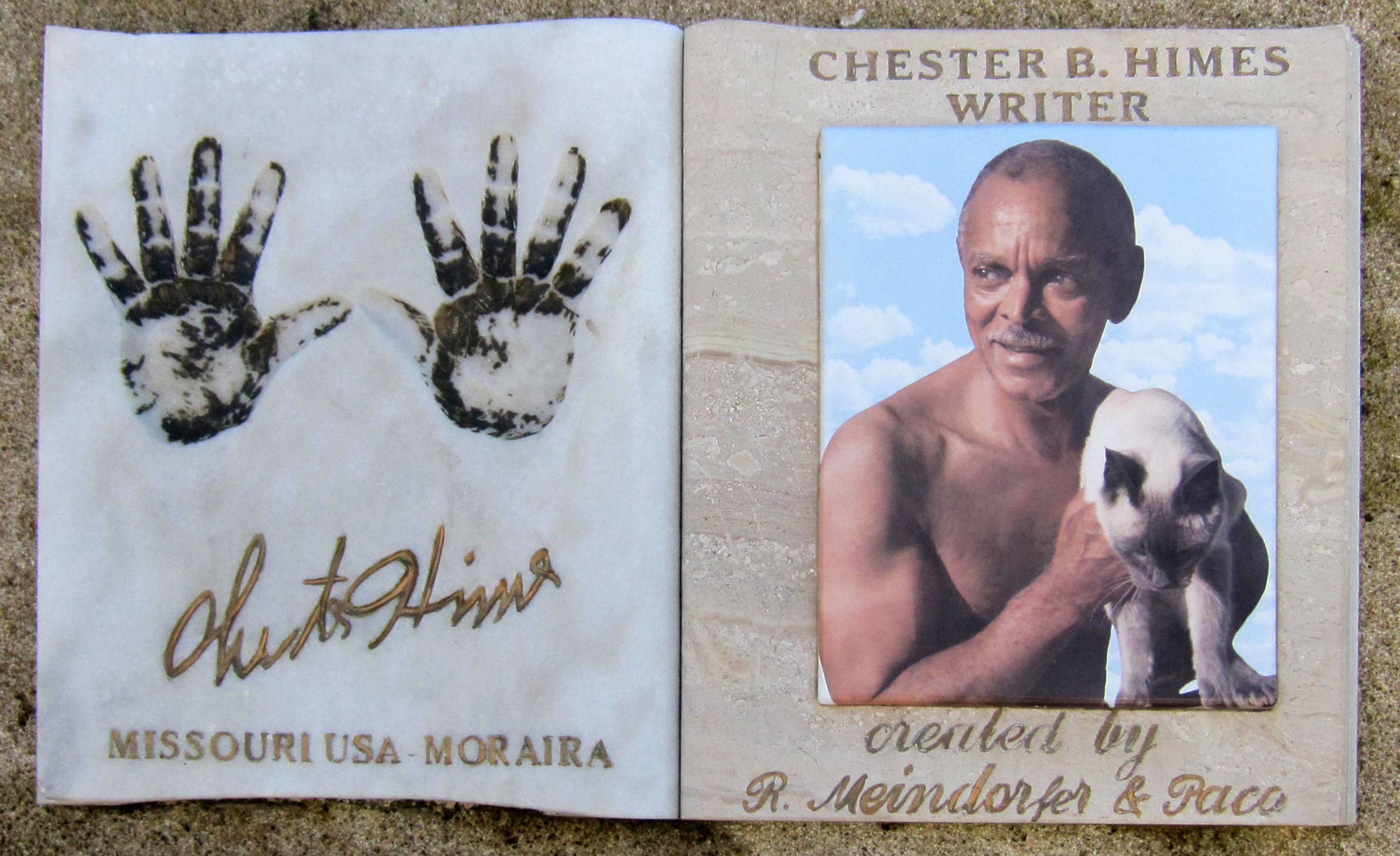
Chester Himes (1909–1984)

- Himes, Jim (* 1966), US-amerikanischer Politiker der Demokratischen Partei
- Himes, Joseph H. (1885–1960), US-amerikanischer Politiker

### Himi
- Himid, Lubaina (* 1954), britische Malerin, Installationskünstlerin und Hochschullehrerin
- Himiko († 248), frühe japanische Königin
- Himilkon, karthagischer Seefahrer
- Himilkon, karthagischer Feldherr
- Himilsbach, Jan (1931–1988), polnischer Schauspieler
- Himiltrud, Ehefrau Karls des Großen
- Himioben, Heinrich Joseph (1807–1860), deutscher römisch-katholischer Geistlicher, Theologe und Publizist

### Himk
- Himka, John-Paul (* 1949), amerikanisch-kanadischer Historiker

### Himl
- Himlagu, nabatäischer Bildhauer oder Steinmetz
- Himle, Erik (1924–2008), norwegischer Politiker (Arbeiderpartiet) und Ministerialbeamter
- Himly, August Friedrich Karl (1811–1885), deutscher Chemiker, Mineraloge und Hochschullehrer
- Himly, Edgar (1839–1905), deutscher Beamter
- Himly, Ernst August Wilhelm (1800–1881), deutscher Mediziner
- Himly, Johann Friedrich Wilhelm (1769–1831), deutscher Pädagoge
- Himly, Karl (1772–1837), deutscher Augenarzt

### Himm
- Himma, Martin (* 1999), estnischer Skilangläufer
- Himmat, Ali Ghaleb (* 1938), schweizerischer Geschäftsmann
- Himmel von Agisburg, Heinrich (1843–1915), österreichischer Adeliger und Generalmajor
- Himmel, Adolf (1928–2013), deutscher Schriftsteller und Übersetzer
- Himmel, Augustin († 1553), lutherischer Theologe und Reformator
- Himmel, Friedrich Heinrich (1765–1814), deutscher Komponist und Pianist
- Himmel, Gerhard (* 1965), deutscher Ringer
- Himmel, Gottlob (1854–1931), deutscher Handwerksmeister und Gründer der Himmelwerke
- Himmel, Gustav (1882–1969), deutscher Oberamtmann und Gerichtspräsident
- Himmel, Hans-Jörg (* 1970), deutscher Chemiker und Hochschullehrer
- Himmel, Hellmuth (1919–1983), österreichischer Germanist und Kabarettautor
- Himmel, Johann (1581–1642), deutscher lutherischer Theologe
- Himmel, Jonas (* 1992), deutscher Fernsehmoderator und Journalist
- Himmel, Paul (1914–2009), US-amerikanischer Fotograf
- Himmel, Wilhelm (* 1954), österreichischer Beamter
- Himmelbauer, Alfred (1884–1943), österreichischer Mineraloge
- Himmelbauer, Eva-Maria (* 1986), österreichische Politikerin (ÖVP), Abgeordnete zum Nationalrat
- Himmelbauer, Jürgen (1958–2013), österreichischer Politiker (GRÜNE), Landessprecher der Grünen Oberösterreich
- Himmelbaur, Isidor (1858–1919), österreichischer Bibliothekar und Volksbildner
- Himmelbaur, Marietta (1858–1934), österreichische Pädagogin und Schulgründerin
- Himmelbaur, Wolfgang (1886–1937), österreichischer Botaniker
- Himmelein, Volker (* 1940), deutscher Kunsthistoriker
- Himmelfarb, Gertrude (1922–2019), US-amerikanische Historikerin
- Himmelfarb, Jan (* 1985), deutscher Schriftsteller
- Himmelfarb, Martha (* 1952), US-amerikanische Theologin
- Himmelfarb, Milton (1918–2006), US-amerikanischer jüdischer Autor und Publizist
- Himmelfreundpointner, Thomas (* 1987), österreichischer Fußballspieler
- Himmelhaus, Damaszen (1760–1822), Franziskaner, Leiter der Normalschule in Paderborn und Schulinspektor im Fürstbistum Paderborn
- Himmelheber, Else (1905–1944), deutsche Widerstandskämpferin
- Himmelheber, Georg (1929–2024), deutscher Kunsthistoriker
- Himmelheber, Hans (1908–2003), deutscher Ethnograph, Ethnologe
- Himmelheber, Heinrich (1848–1920), deutscher Versicherungsmanager
- Himmelheber, Julius (1812–1867), deutscher Kupferstecher, Kartograph und Lithograph
- Himmelheber, Liat (* 1956), deutsche Opernsängerin (Mezzosopran)
- Himmelheber, Luitgard (1874–1959), deutsche Frauenrechtlerin und Politikerin (DDP)
- Himmelheber, Max (1904–2000), deutscher Erfinder und Unternehmer
- Himmelheber, Susanne (* 1946), deutsche Kunsthistorikerin und ehemalige Buchhändlerin
- Himmelheber, Ulrike (1920–2015), deutsche Ethnologin
- Himmelmann, Gerhard (* 1941), deutscher Hochschullehrer und Professor für Politikdidaktik
- Himmelmann, Hans-Jürgen (* 1938), deutscher Fußballspieler
- Himmelmann, Nikolaus (1929–2013), deutscher Klassischer Archäologe
- Himmelmann, Nikolaus P. (* 1959), deutscher Sprachwissenschaftler
- Himmelmann, Philipp (* 1962), deutscher Opernregisseur
- Himmelmann, Robin (* 1989), deutscher Fußballtorwart
- Himmelmann, Ulrich, deutscher Provinzialrömischer Archäologe
- Himmelrath, Armin (* 1967), deutscher Bildungs- und Wissenschaftsjournalist und Sachbuchautor
- Himmelreich, Fritz-Heinz (1930–2020), deutscher Verbandsfunktionär
- Himmelreich, Jörg (* 1959), deutscher Politikwissenschaftler und Journalist
- Himmelreich, Laura (* 1983), deutsche JournalistinLaura Himmelreich (* 1983)

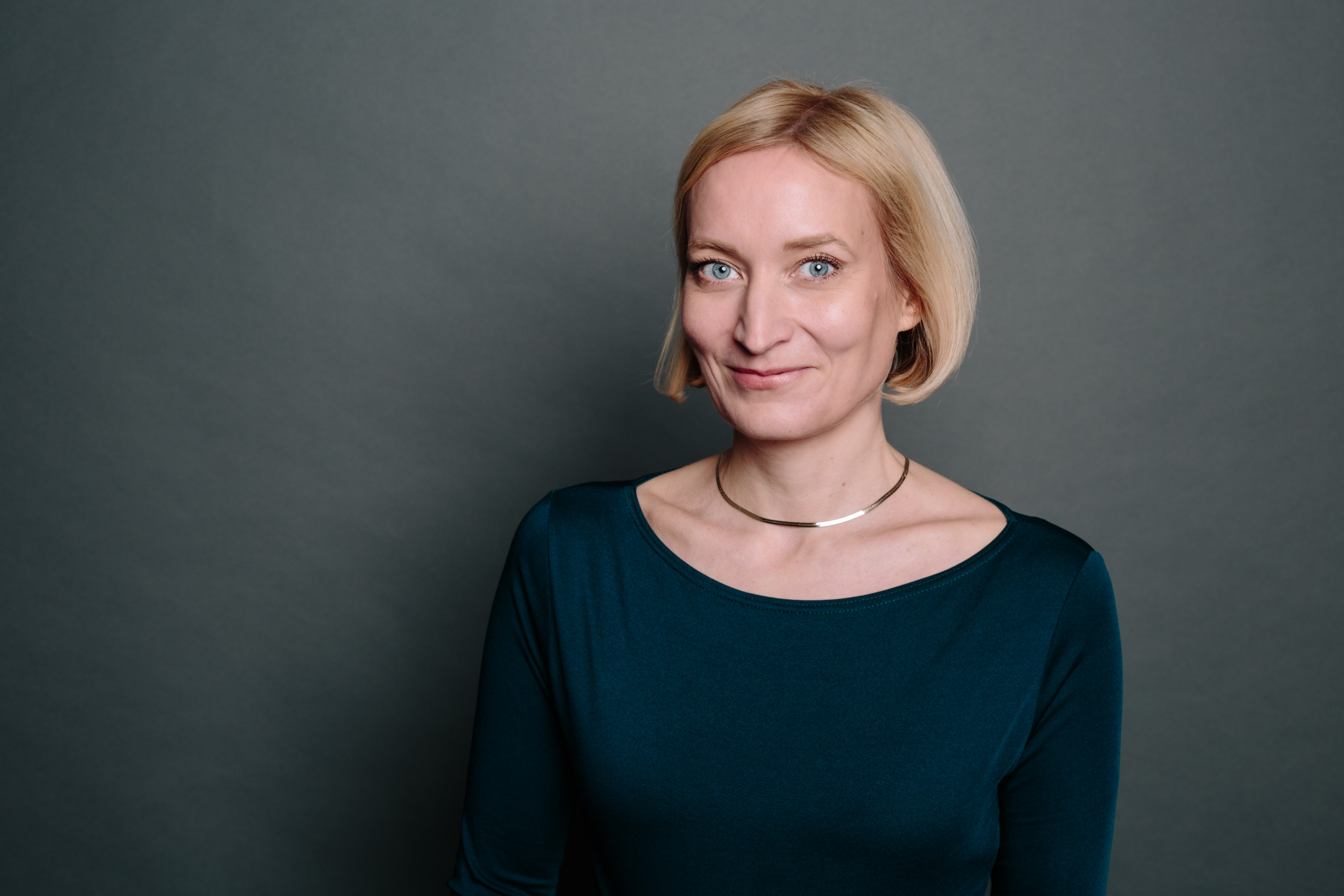
Laura Himmelreich (* 1983)

- Himmelsbach, Fabian (* 1999), deutscher Skirennläufer
- Himmelsbach, Gero (* 1965), deutscher Jurist
- Himmelsbach, Helmut (* 1946), deutscher Politiker (parteilos), Oberbürgermeister von Heilbronn
- Himmelsbach, Michael (* 1942), deutscher Kommunalpolitiker und Pferdesportfunktionär
- Himmelsbach, Rut (* 1950), Schweizer Künstlerin
- Himmelsbach, Sabine (* 1966), deutsch-schweizerische Kunsthistorikerin und Museumsleiterin
- Himmelseher, Erwin (1919–2012), deutscher Versicherungskaufmann und Sportmäzen
- Himmelstoß, Beate (* 1957), deutsche Schauspielerin und Sprecherin
- Himmelstoss, Karl (1872–1967), deutscher Bildhauer und Porzellanbildner
- Himmelstoß, Richard (1843–1938), deutscher Violinist und Konzertmeister
- Himmelweit, Hildegard Therese (1918–1989), britische Sozialpsychologin deutscher Herkunft
- Himmer, Charles-Marie (1902–1994), belgischer Geistlicher, katholischer Bischof von Tournai
- Himmer, Claus (* 1962), deutscher Rugbyspieler
- Himmer, Frank, deutscher Rugbyspieler
- Himmer, Franz (1828–1899), deutscher klassischer Sänger und Schauspieler
- Himmer, Harald (* 1964), österreichischer Politiker (ÖVP), Vizepräsident des Bundesrates
- Himmer, Heinrich (* 1978), österreichischer Gewerkschafter und Politiker (SPÖ)
- Himmer, Johann Peter (1801–1867), deutscher Verleger
- Himmerich, Franz (1849–1934), Mitglied des Provinziallandtages der Provinz Hessen-Nassau
- Himmerich, Johann (1834–1880), deutscher Bürgermeister und Mitglied des Provinziallandtages der Provinz Hessen-Nassau
- Himmighofen, Marina (* 1984), deutsche Fußballspielerin
- Himmighöfer, Traudel (* 1960), deutsche Theologin und Bibliothekarin
- Himmighoffen, Thur (1891–1944), deutscher Theaterregisseur und Intendant
- Himml, Eduard (1820–1887), deutscher Verwaltungsbeamter und Parlamentarier
- Himmler, Ernst Hermann (1905–1945), deutscher NS-Funktionär, Ingenieur und jüngerer Bruder des Reichsführers SS Heinrich Himmler
- Himmler, Gebhard (1865–1936), deutscher Schulleiter und Vater von Heinrich Himmler
- Himmler, Gebhard Ludwig (1898–1982), deutscher NS-Funktionär und Ingenieur, Bruder von Heinrich Himmler
- Himmler, Hans (1890–1970), deutscher Politiker (SPD, KPD, SED)
- Himmler, Heinrich (1900–1945), deutscher Politiker (NSDAP), MdR und Reichsführer der SSHeinrich Himmler (1900–1945)

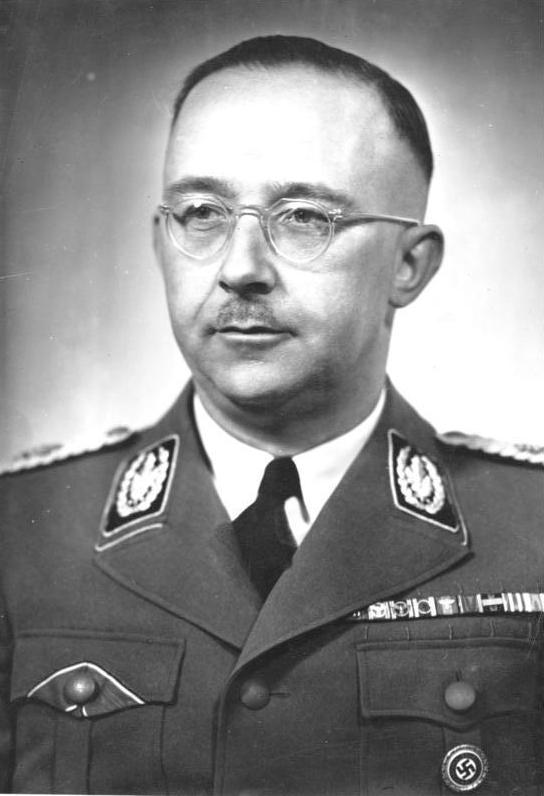
Heinrich Himmler (1900–1945)

- Himmler, Johanna (1894–1972), deutsche Politikerin (KPD), MdR
- Himmler, Katharina (* 1975), deutsche Snowboarderin
- Himmler, Katrin (* 1967), deutsche Politikwissenschaftlerin und Autorin, Großnichte Heinrich Himmlers
- Himmler, Margarete (1893–1967), deutsche Krankenschwester, Ehefrau von Heinrich Himmler und Mutter von Gudrun Burwitz
- Himmler, Norbert (* 1971), deutscher Fernsehredakteur, Programmdirektor des ZDF
- Himmler, Oliver, deutscher Wirtschaftswissenschaftler und Hochschullehrer

### Himo
- Himoff, Kathryn, US-amerikanische Filmeditorin
- Himoonde, Hijani (* 1987), sambischer Fußballspieler

### Himp
- Himpe, Hans (1899–1982), deutscher SS-Führer
- Himpel, Felix von (1821–1890), katholischer Theologe sowie Hochschullehrer und Rektor an der Universität Tübingen
- Himpel, Friedrich (1864–1926), deutscher Gewerkschaftsfunktionär
- Himpel, Helmut (1907–1943), deutscher Zahnarzt und Widerstandskämpfer gegen den Nationalsozialismus
- Himpele, Ferdinand (1912–1970), deutscher Journalist
- Himpkamp, Bruno (1925–2008), deutscher Widerstandskämpfer gegen den Nationalsozialismus
- Himpler, Franz Georg (1833–1916), deutscher Architekt
- Himpsel, Franz (* 1949), deutscher Physiker

### Hims
- Himsel, Nicolai von (1729–1764), deutsch-baltischer Arzt, Bibliophiler und Sammler
- Himself, Sam, Schweizer Musiker
- Himstedt, Anton (* 1952), deutscher Bildhauer
- Himstedt, Franz (1852–1933), deutscher Physiker
- Himsworth, Harold Percival (1905–1993), britischer Internist und Diabetologe

### Himu
- Himuro, Kyōsuke (* 1960), japanischer Rocksänger
- Himuro, Saeko (1957–2008), japanische Schriftstellerin und Mangaka
- Himuro, Yoshiteru, japanischer Musiker und DJ